# Lijst van deeltjes uit de deeltjesfysica

## Elementaire deeltjes
Elementaire deeltjes zijn deeltjes zonder meetbare interne structuur; dat wil zeggen, het is niet vast te stellen of ze zijn samengesteld uit weer andere deeltjes. Zij zijn de fundamentele objecten van de kwantumveldentheorie. Er bestaan veel families en subfamilies van elementaire deeltjes. Elementaire deeltjes worden geclassificeerd op basis van hun spin. Fermionen hebben een halftallige spin (s=½, s=1½, s=2½, ...), terwijl bosonen een spin met een geheel getal hebben. Alle deeltjes van het standaardmodel zijn experimenteel waargenomen, waaronder recentelijk het Higgsboson in 2012. Er zijn veel meer hypothetische elementaire deeltjes, zoals bijvoorbeeld het graviton, maar deze zijn (nog) niet experimenteel waargenomen.

### Fermionen en bosonen
Fermionen zijn een van de twee fundamentele klassen van deeltjes, de andere zijn bosonen. Fermiondeeltjes worden beschreven door de Fermi-Diracstatistiek en hebben kwantumnummers beschreven door het uitsluitingsprincipe van Pauli. Ze omvatten de quarks en de leptonen, evenals alle samengestelde deeltjes die uit een oneven aantal hiervan bestaan, zoals alle baryonen en veel atoomkernen.
Fermionen hebben een halftallige spin; voor alle bekende elementaire fermionen is dit ½. Alle bekende fermionen, behalve neutrino's, zijn ook Dirac-fermionen; dat wil zeggen, elk bekend fermion heeft zijn eigen onderscheiden antideeltje. Het is niet bekend of het neutrino een Dirac-fermion of een Majorana-fermion is. Fermionen zijn de basisbouwstenen van alle materie. Ze worden geclassificeerd naargelang ze interageren via de sterke kernkracht of niet. In het Standaardmodel zijn er 12 soorten elementaire fermionen: zes quarks en zes leptonen.

### Quarks
Quarks zijn de fundamentele bestanddelen van hadronen en interageren via de sterke kernkracht. Quarks zijn de enige bekende dragers van fractionele lading, maar omdat ze combineren in groepen van drie (baryonen) of in paren van één quark en één antiquark (mesonen), wordt in de natuur alleen gehele lading waargenomen. Hun respectieve antideeltjes zijn de antiquarks, die identiek zijn, behalve dat ze de tegenovergestelde elektrische lading dragen (de up-quark draagt bijvoorbeeld lading +2⁄3, terwijl de up-antiquark een lading van −2⁄3 draagt. Er zijn zes smaken quarks; de drie positief geladen quarks worden "up-type quarks" genoemd, terwijl de drie negatief geladen quarks "down-type quarks" worden genoemd.

## Schema van alle deeltjes uit de deeltjesfysica
| elementair    | fermionen     | fermionen     | quarks                 | up (quark + antiquark) • down (quark + antiquark) • charm (quark + antiquark) • strange (quark + antiquark) • top (quark + antiquark) • bottom (quark + antiquark)                                       |
| elementair    | fermionen     | fermionen     | leptonen               | elektron • positron • muon • antimuon • tau • antitau • elektron-neutrino • elektron-antineutrino • muon-neutrino • muon-antineutrino • tau-neutrino • tau-antineutrino                                  |
| elementair    | bosonen       | bosonen       | vector                 | foton • gluon • W- en Z-bosonen |
| elementair    | bosonen       | bosonen       | scalair                | higgsboson |
| elementair    | spookvelden   | spookvelden   | spookvelden            | Faddeev–Popov-spoken |
| elementair    | hypothetisch  | superpartners | gaugnionen             | gluino • gravitino • fotino |
| elementair    | hypothetisch  | superpartners | overige                | higgsino • neutralino • chargino • axino • sfermion (stop squark) |
| elementair    | hypothetisch  | overige       | overige                | planckdeeltje • axion • dilaton • dual graviton • graviton • leptoquark • majoron • majorana • fermion • magnetische monopool • preon • steriel neutrino • tachyon • W′- en Z′-bosonen • X- en Y-bosonen |
| composiet     | hadronen      | hadronen      | baryonen / hyperonen   | nucleon • proton • antiproton • neutron • antineutron • delta baryon • lambda baryon • sigma baryon • xi baryon • omega baryon                                                                           |
| composiet     | hadronen      | hadronen      | mesonen / quarkonia    | pion • rho meson • eta en eta prime meson • phi meson • J/psi meson • omega meson • upsilon meson • kaon • B meson • D meson                                                                             |
| composiet     | hadronen      | hadronen      | exotische hadronen     | tetraquark • pentaquark |
| composiet     | overige       | overige       | overige                | atoomkern • atomen • exotische atomen • positronium • muonium • tauonium • onia • superatomen • moleculen                                                                                                |
| composiet     | hypothetisch  | hypothetisch  | hypothetische baryonen | hexaquark • skyrmion |
| composiet     | hypothetisch  | hypothetisch  | hypothetische mesonen  | glueball • theta meson • T meson |
| composiet     | hypothetisch  | hypothetisch  | overige                | mesonic molecuul • pomeron • diquark |
| quasideeltjes | quasideeltjes | quasideeltjes | quasideeltjes          | davydov soliton • dropleton • exciton • hole ("elektrongat") • magnon • phonon • plasmaron • plasmon • polariton • polaron • roton • trion                                                               |